# Kanton Fleurance
Kanton Fleurance (fr. Canton de Fleurance) je francouzský kanton v departementu Gers v regionu Midi-Pyrénées. Skládá se z 20 obcí.

## Obce kantonu
- Brugnens
- Castelnau-d'Arbieu
- Céran
- Cézan
- Fleurance
- Gavarret-sur-Aulouste
- Goutz
- Lalanne
- Lamothe-Goas
- Miramont-Latour
- Montestruc-sur-Gers
- Pauilhac
- Pis
- Préchac
- Puységur
- Réjaumont
- Sainte-Radegonde
- La Sauvetat
- Taybosc
- Urdens